# Хуго Капет
Хуго Капет (на немски: Hugo Kapet; на френски: Hugues Capet, произнася се Юг Капѐ) е крал на Франция от 987 до 996 г. Капет произхожда от богато германско семейство в Западнофранкското кралство, чиито представители на два пъти за кратко стават крале.

## Произход и наследство
Той е най-възрастният син на Хуго Велики и Хедвига Саксонска, дъщеря на немския император Хайнрих I Птицелов и сестра на Ото I Велики.
В началото Хуго е гласен за монах и е изпратен да донесе мощите на Свети Валери в Амиенската катедрала (980). След смъртта на баща си наследява именията му и става най-могъщият благородник в страната.

## Управление
От 978 до 986 е съюзник с немските императори Ото II и Ото III, както и с архиепископ Адалберон срещу крал Лотар. През 985 г. той вече е фактическият владетел на Западнофранкското кралство, а след смъртта на Луи V през 987 г., архиепископът на Реймс убеждава бароните да го изберат за крал. На 3 юли в Ноайон, Пикардия, Хуго Капет е коронясан за крал. Така се поставя началото на управлението на династията на Капетингите.
Хуго притежава малки имения около Анжу и Шартър. Между Париж и Орлеан владее земи, възлизащи на около 400 квадратни мили. Реалната му власт се разпростира във владенията му и ако той ги напусне рискува да бъде пленен за откуп или убит.
През 993 г. епископът на Лаон организира заговор, за да постави Хуго под опеката на Ото III. Заговорът се проваля, но фактът че никой не е наказан, говори сам по себе си колко слаба е властта на Хуго. Извън неговите владения действат различни закони, в страната има поне 150 валути и се говорят дузина езици. Да бъде обединено всичко това в едно е сложна дейност, в която се включват усилията на самия крал и неговите едри феодали. По този начин царуването на Хуго Капет е съпътствано от много борби между различните благородници. Военната мощ на Хуго е ограничена и той често разчита на помощта на херцога на Нормандия.
Умира на 24 октомври 996 г. в Мелюн. На трона е наследен от сина си Робер II.